# Жільбер Дюран
Жільбер Дюран (1 травня 1921, Шамбері, Савоя — 7 грудня 2012, Муа Верхня Савоя) — французький соціолог, антрополог, релігієзнавець, дослідник форм і функцій уяви в культурі Нового часу.

## Біографія
З кінця 1940 року брав участь в русі Опору. Учень К. Г. Юнга, Г. Башляра, А. Корбена. У 1947—1956 професор філософії, а потім — соціології та антропології в Університеті Гренобль 2 (згодом — почесний професор). Один із засновників (разом з Леоном Сельє і Полем Дюшаном) Центру досліджень уяви (1966). Був близький до міжнародного та міждисциплінарного кругу дослідників релігійного та духовного життя «Еранос».

## Наукова творчість
На широкому матеріалі від традиційних мітологій і казок до літератури і кіно досліджує форми простору, часу, причинності, модуси реальності, переживання прилучення і відчуження, радості, страху та ін. в уявленнях уявного світу. Найбільш відома його монографія «Антропологічні структури уявного» (1960, перевид.).
Ж. Дюран ввів такі поняття, як «імажінер» («l'imaginaire», первинний процес, що складається з уявного, того, хто уявляє, уяви і самого процесу уяви), «траект» («trajet anthropologique», самостійне явище, що знаходиться між суб'єктом і об'єктом), а також три антропологічних типи — діурну (денний режим), драматичний і містичний ноктюрн, які відображають глибинну підсвідому реакцію індивіда на смерть і обумовлюють поведінку в суспільстві.

## Послідовники
Серед його учнів — М. Маффесолі, його підхід розвивав П. Сансо.

## Визнання
Праці Дюрана перекладені англійською, російською, німецькою, іспанською, португальською, польською, румунською, корейський та іншими мовами.
2000 року він був зарахований до Праведників світу. 2007 року отримав титул командора ордена Почесного легіону.

### Список творів
- Les structures anthropologiques de l'imaginaire. Paris: PUF, 1960
- L'imagination symbolique. Paris: PUF, 1964
- Sciences de l'homme et tradition. Le nouvel esprit anthropologique. Paris: Albin Michel, 1975
- Figures mythiques et visages de l'œuvre. De la mythocritique à la mythanalyse. Paris: Berg International, 1979
- L'âme tigrée. Paris: Denoël, 1980
- La foi du cordonnier. Paris: Denoël, 1984
- Beaux-arts et archétypes. La religion de l'art. Paris: PUF, 1989
- L'imaginaire. Essai sur les sciences et la philosophie de l'image . Paris: Hatier, 1994
- Introduction à la mythodologie. Mythes et sociétés. Paris: Albin Michel, 1996
- Champs de l'imaginaire. Textes réunis par Danièle Chauvin, Grenoble: Ellug, 1996 (з докладною бібліографією).
- L'anthropologie et les structures du complexe // Bulletin Interactif du Centre International de Recherches et Études transdisciplinaires n ° 13 — Mai 1998
- Les mythes fondateurs de la franc-maçonnerie. Paris: Dervy, 2002
- La sortie du XXe siècle. Paris, CNRS Editions, 2010
- Fondements et perspectives d'une philosophie de l' [Архівовано 30 вересня 2021 у Wayback Machine.] imaginaire